# كأس فرنسا 1963–64
كأس فرنسا 1963–64 (بالفرنسية: Coupe de France de football 1963-1964)‏ هو موسم من كأس فرنسا. أشرف على تنظيمه اتحاد فرنسا لكرة القدم، وفاز فيه أولمبيك ليون.